# Bedla vlnatá
Bedla vlnatá, nazývaná též bedla hávnatá (Lepiota clypeolaria (Bull.) Quél, 1871), je houba z čeledi pečárkovitých. V některé, zejména starší literatuře je uváděna jako jedlá, v literatuře novější je uváděna jako jedovatá či nejedlá. Z tohoto důvodu ji ke sběru a konzumaci nelze doporučit.

## Synonyma
- Agaricus clypeolarius Bull.,  1789
- Agaricus colubrinus Pers.,  1801
- Agaricus columbinus Bull., 1789
- Lepiota clypeolaria var. minor J.E. Lange,  1940
- Lepiota clypeolaria var. ochraceosulfurescens Locq., (1953)
- Lepiota colubrina (Pers.) Gray,  1821
- Lepiota ochraceosulfurescens (Locq.) Bon,  1981

## Vzhled

### Makroskopický
Klobouk má v průměru 3–10 cm. V mládí zpočátku vejcovitý, později zvoncovitý až plochý, uprostřed s tupým hrbolem. Klobouk je bělavý, někdy až okrově či červeně hnědý, hustě pokrytý nahnědlými vlnatými šupinkami. Pavučinovitý závoj zanechává okraj klobouku třepenitý.
Lupeny jsou bílé někdy až krémové barvy, husté a různě vysoké, volné. Otlačením hnědnou.
Třeň je 4–12 cm vysoký a 0,3–1 cm tlustý, dole mírně rozšířený až kyjovitý, v celé své délce poměrně křehký a lámavý, rourkovitě dutý. V mládí je bělavý, později bývá okrově žlutý až světle hnědý, nad pavučinovitým prstenem hladký (prsten však často chybí), pod ním hnědě šupinkatý nebo vlnatý. Třeň je od klobouku dobře vylomitelný.
Dužnina je bílá, ne řezu barvu nemění. Chuť je příjemná, nasládlá. Vůně je značně proměnlivá, většinou výrazně houbová, ale i pestřecová až štiplavá, někdy však lehce ovocná.

### Mikroskopický
Výtrusy jsou hladké, dlouze a úzce elipsovité 12-16 x 5-5,5 μm velké. Výtrusný prach je bílý.

## Výskyt
Roste v červenci až říjnu v lesích všeho druhu, zejména na okrajích a lesních cestách. Obvykle však v živnějších půdách, v opadu listnatých a jehličnatých stromů, někdy i v zahradách a v parcích.

## Nejčastější záměny
Podobná je nejedlá bedla nažloutlá (Lepiota magnispora) s vesele oranžovými zbytky plachetky a žlutookrovým třeněm. Dále pak taktéž nejedlá bedla ohňopochvová (Lepiota ignivolvata), která má oranžově hnědou oblast kolem prstene a při otlačení ve spodní části třeně červená.